# Ваља Падуриј (Муреш)
Ваља Падуриј (рум. Valea Pădurii) насеље је у Румунији у округу Муреш у општини Ваља Ларга. Oпштина се налази на надморској висини од 322 m.

## Становништво
Према подацима из 2002. године у насељу је живело 214 становника, од којих су сви румунске националности.